# Liste der Einträge im National Register of Historic Places im Llano County
Die Liste der Registered Historic Places im Llano County führt alle Bauwerke und historischen Stätten im texanischen Llano County auf, die in das National Register of Historic Places aufgenommen wurden.

## Aktuelle Einträge
| Lfd. Nr. | Name im NRHP                              | Bild | Datum der Eintragung | Adresse/Lage                                                               | Ort   | NRHP-ID  | Beschreibung |
| -------- | ----------------------------------------- | ---- | -------------------- | -------------------------------------------------------------------------- | ----- | -------- | ------------ |
| 1        | Badu Building                             |      | 6. Juni 1980         | 601 Bessemer Ave.                                                          | Llano | 80004139 |              |
| 2        | Llano County Courthouse and Jail          |      | 2. Dez. 1977         | Public Sq., Oatman and Haynie Sts.                                         | Llano | 77001459 |              |
| 3        | Llano County Courthouse Historic District |      | 10. Feb. 1989        | Roughly bounded by the Llano River, Ford St., Sandstone St., and Berry St. | Llano | 88002542 |              |
| 4        | Southern Hotel                            |      | 10. Okt. 1979        | 201 W. Main St                                                             | Llano | 79002992 |              |